# Creòfil
Creòfil (en llatí Creophylus, en grec antic Κρεώφυλος "Kreóphilos") va ser un dels primers poetes èpics de Grècia, que la tradició feia contemporani d'Homer, amic seu i fins i tot el feia el seu gendre, segons Plató, Estrabó, Sext Empíric i Suides.
Es diu que Creòfil va allotjar a Homer a casa seva i que era nascut a Quios, encara que altres relats el fan nascut a Samos o a Ios. Se li atribueix el poema èpic titulat Οἰχαλία o Οἰχαλίας ἅλωσις (Ecàlia o La conquesta d'Ecàlia), que algunes fonts diuen que va rebre d'Homer com a regal o com a dot en casar-se amb la seva filla. La tradició el fa doncs un dels divulgadors d'Homer més antics, que va conservar els poemes homèrics i els va lliurar als seus descendents, i es diu (Plutarc) que Licurg, el legislador espartà, els va rebre.
El poema Οἰχαλία parlava del concurs en què va participar Hèracles per amor a Íole contra Èurit. Segons Climent d'Alexandria, el poeta Paniasis d'Halicarnàs el va copiar. Pausànias menciona un poema anomenat Ἡρακλεία, que li atribueix, però podria ser el mateix que Οἰχαλία.